# Smiltene
Smiltene (tyska Smilten) är en stad i Livland i Lettland med 5 880 invånare (2008), 150 kilometer nordost om huvudstaden Riga.

## Etymologi
Stadens namn var från början Smiltesele, där ändelsen förmodligen kommer från ryska "selo" – by. Senare förtyskades namnet till Smilten, innan den lettiska ändelsen lades till.